# Horný Pial
Horný Pial (in ungherese Felsőpél, in tedesco Ober-Pill) è un comune della Slovacchia facente parte del distretto di Levice, nella regione di Nitra.

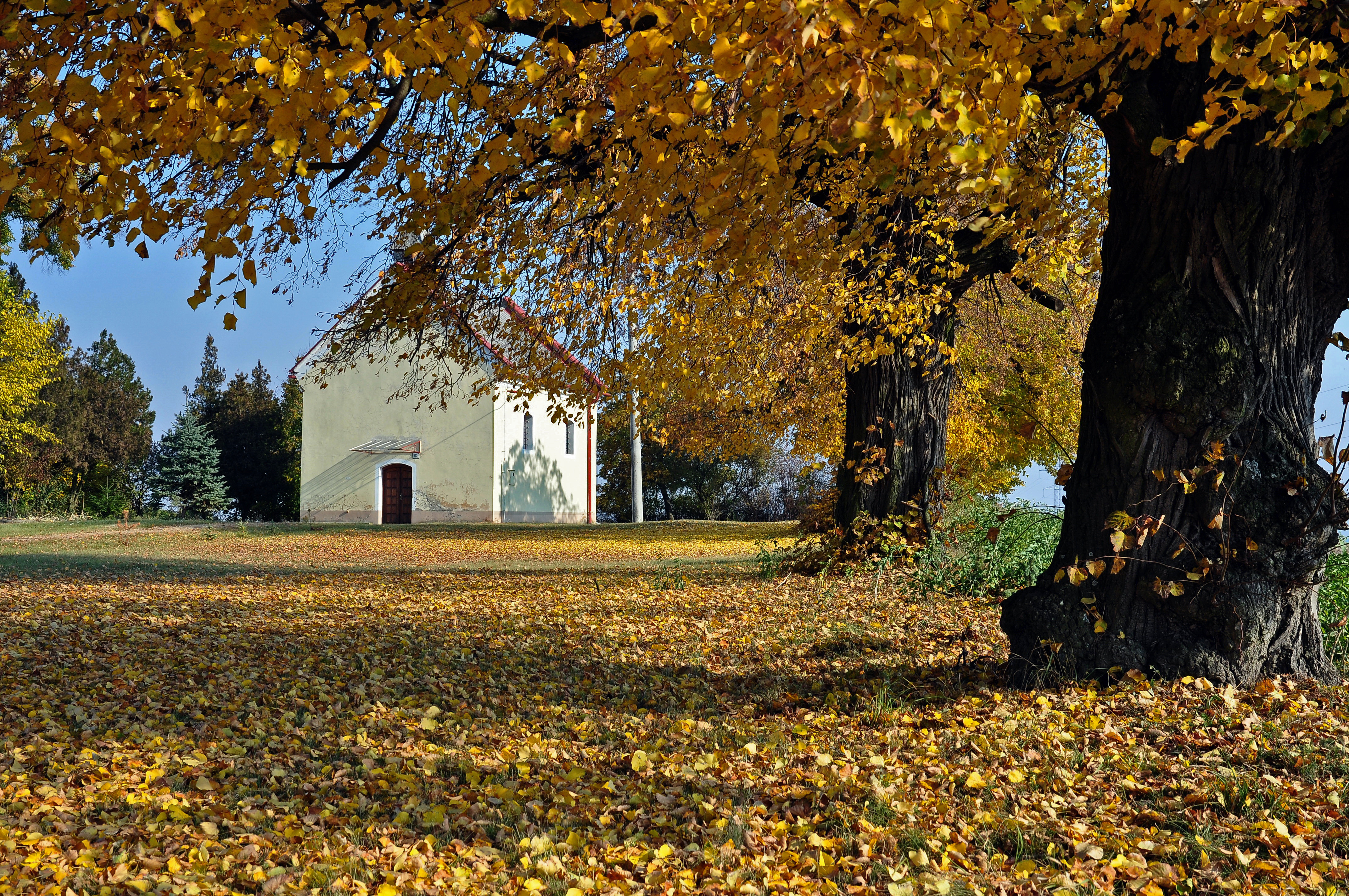
Edificio a Horný Pial